# 波杜西夫
49°34′53″N 24°40′24″E / 49.58139°N 24.67333°E
波杜西夫（烏克蘭語：Подусів）是烏克蘭的村落，位於該國西部利沃夫州，由利維夫區佩列梅什利亞內市鎮負責管轄，始建於1382年，面積1.97平方公里，海拔高度320米，2001年人口611。納拉伊夫卡河始於此地。